# Eugagrella stoliczkae
Eugagrella stoliczkae is een hooiwagen uit de familie Sclerosomatidae.